# Rawamangun
Rawamangun is een plaats (wijk) - (kelurahan) in het bestuurlijke gebied Pulo Gadung, Jakarta Timur (Oost-Jakarta) in de provincie Jakarta, Indonesië.  De plaats - wijk telt 38.947 inwoners (volkstelling 2010).